# Гаррах, Фердинанд Бонавентура II фон
Граф Фердинанд Бонавентура Антон фон Гаррах цу Рорау унд Танхаузен (нем. Ferdinand Bonaventura Anton von Harrach zu Rohrau und Thannhausen; 11 апреля 1708, Вена — 28 января 1778, Вена) — австрийский государственный деятель и дипломат,  губернатор Миланского герцогства.

## Биография
Младший сын графа Алоиса Томаса Раймунда фон Гарраха и его второй жены Анны Цецилии фон Танхаузен, брат штатгальтера Австрийских Нидерландов графа Фридриха Августа фон Гарраха.
Поступил на австрийскую государственную службу и вскоре стал придворным советником, затем действительным тайным советником. В октябре 1744 был назначен имперским комиссаром на выборах архиепископа Зальцбурга. В 1745—1750 годах был ландмаршалом Нижней Австрии.
В октябре 1746 был послан Марией Терезий в качестве полномочного министра на конгресс в Бреду. В августе 1747 был назначен губернатором Миланского герцогства. Вернулся в Вену в 1750 году, по истечении трехлетнего срока губернаторства. В 1749 году был пожалован императором Францем I в рыцари ордена Золотого руна. Был статс-конференц-министром, верховным юстиц-президентом, а с января 1751 президентом имперского придворного совета.
Граф фон Харрах создал в 1717 году в своем имении Яновиц (район Ремерштадта) первую льняную фабрику на территориях Моравии и австрийской Силезии. Поощряя развитие льноводства, он способствовал основанию новых поселений, в том числе Розендорфа (1746) и Харрахсдорфа (1760).

## Семья
1-я жена (25.10.1733): Мария Элизабет фон Галлас (18.01.1718—8.01.1737), дочь графа Иоганна Венцеля фон Галласа, вице-короля Неаполя, и Марии Эрнестины фон Дитрихштейн. Брак бездетный
2-я жена (9.10.1740): графиня Мария Роза фон Гаррах цу Рорау унд Танхаузен (20.08.1721—29.08.1785), старшая дочь его брата графа Фридриха Августа фон Гарраха и принцессы Элеонора Марии Каролины фон унд цу Лихтенштейн
Дети:
- Мария Элеонора (р. 12.06.1757, ум. ребенком)
- графиня Мария Роза Алоизия фон Гаррах цу Рорау унд Танхаузен (25.11.1758—31.03.1814). Муж (23.04.1777): князь Йозеф Эрнст Леонард Кински фон Вхиниц унд Теттау (1751—1798)